# Baro (flod)
Barofloden (Amharisk: ባሮ ወንዝ ) eller Baro/Openo Wenz, af Anuak-folket kendt som Openofloden, er en flod i det sydvestlige Etiopien, der definerer en del af den etiopiske grænse til Sydsudan. Fra sin udspring i det etiopiske højland løber den 306 km mod vest hvor den møder Piborfloden. Sammenløbet af Baro og Pibor markerer begyndelsen af Sobatfloden, en biflod til Den Hvide Nil.
Baro og dens bifloder har et samlet afvandingsområde på 41.000 km2. Flodens gennemsnitlige vandføring ved udmundingen er 241m³/s.

## Flodens løb
Baro/Openo-floden dannes ved sammenløbet af Birbir- og Gebba-floderne øst for Metu i Illubabor-zonen i Oromiaregionen i Etiopien. Den løber derefter mod vest gennem Gambelaregionen og mødes med Piborfloden, som begge danner Sobat. Blandt andre bifloder til Baro/Openo er Alwero- og Jikawo-floderne. Baro møder Pibor-floden vest for Jikawo. I regntiden oversvømmes floden og danner et enormt oversvømmet område øst og syd for Jikawo, hvor den tidligere trængte så langt som til Abobo og Gog mod øst og sydøst. Baro er den vandrigeste og den mest sejlbare lavlandsflod.
Af Sobatflodens bifloder er Baro/Openo-floden langt den største og bidrager med 83% af den samlede vandmængde, der løber ind i Sobat. I regntiden, mellem juni og oktober, bidrager Barofloden alene med omkring 10% af Nilens vand ved Aswan i Egypten. I modsætning hertil har disse floder meget lav vandføring i den tørtiden.

## Historie
Grænsen mellem Sudan og Etiopien blev defineret for regionen nær Baro/Openo-floden i 1899 af major HH Austin og major Charles W. Gwynn fra de britiske Royal Engineers. De vidste intet om landet, dets indbyggere eller deres sprog og manglede forsyninger. I stedet for at definere en linje baseret på etniske grupper og traditionelle territorier, foreslog de blot at trække linjen ned midt i Akobo-floden og dele af Pibor- og Baro-floderne. Denne grænse blev videreført i den anglo-etiopiske traktat fra 1902, hvilket resulterede i et område i den etiopiske Gambela-region kaldet Baro/Openo Salient, som var tættere forbundet med Sydsudan end Etiopien, både med natur og befolkning. Baro Salient blev brugt som et fristed af sudanesiske oprørere under landets lange borgerkrige. Det var vanskeligt for Sudan at udøve autoritet over en region, der er en del af Etiopien, og Etiopien var tilbageholdende med at overvåge denne afsidesliggende region og blive involveret i Sudans interne konflikter.
Den italienske officer og opdagelsesrejende Vittorio Bottego, udforskede området i slutningen af 1890'erne, og han foreslog at opkalde floden efter admiral Simone Antonio Saint-Bon.
Baros er den eneste sejlbare flod i Etiopien, og den vigtigste by er Gambela, der fungerede som havn fra 1907 til 1990'erne, hvor skibsfarten på floden blev indstillet, på grund af borgerkrigen i Etiopien og Sudan.
Italieneren L. Usoni ledte uden held efter guld i Baro-floddalen og offentliggjorde sine fund i 1952.
Etiopiens næstlængste bro krydser Baro-floden og forbinder to dele af Gambela-regionen. Broen er 305 meter lang.